# Dolores (Quezon)
Dolores (Bayan ng Dolores) är en kommun i Filippinerna. Kommunen ligger på ön Luzon, och tillhör provinsen Quezon. Folkmängden uppgår till 23 649 invånare.

## Bildgalleri

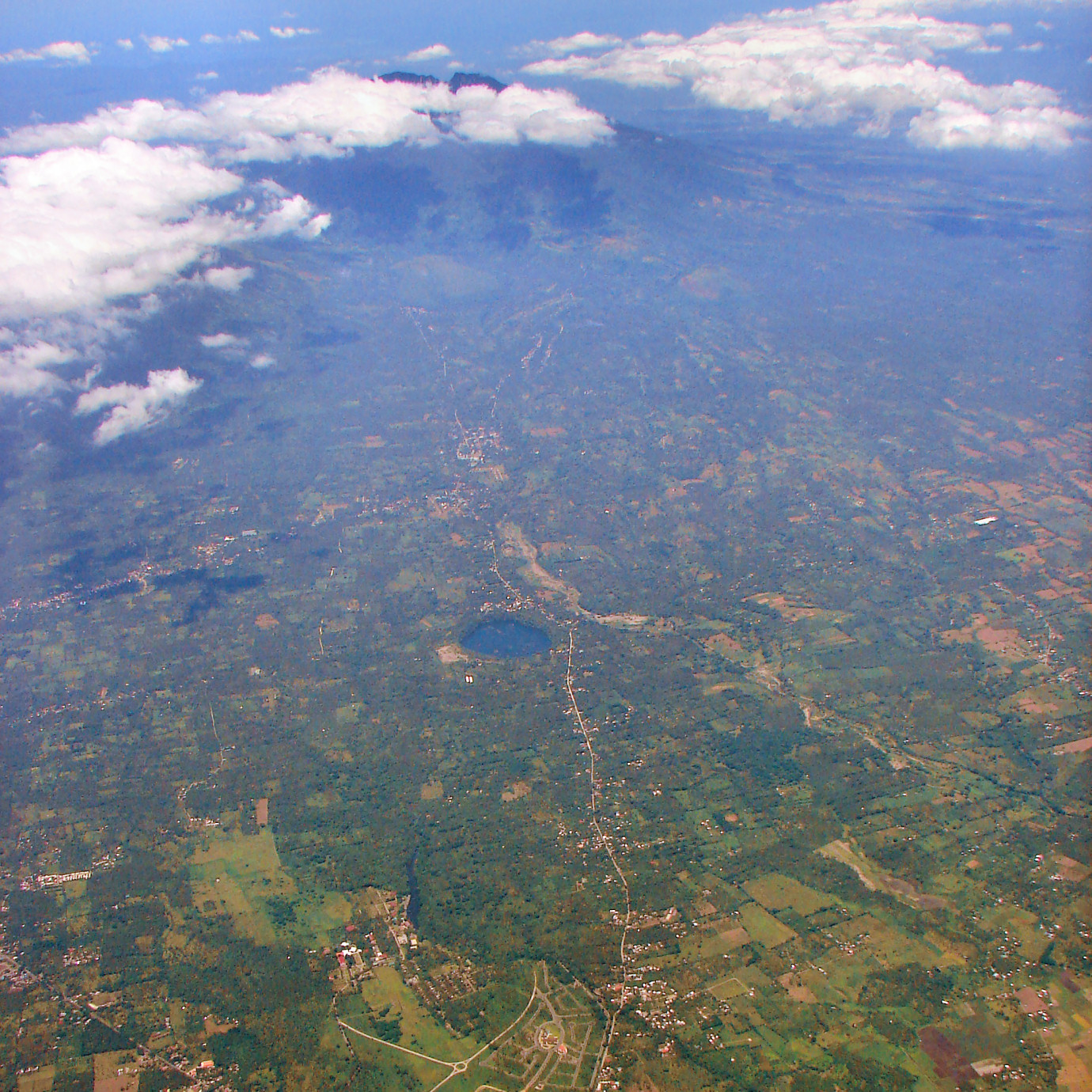

## Barangayer
Dolores är indelat i 16 barangayer.
| - Antonino (Ayusan) - Bagong Anyo (Pob.) - Bayanihan (Pob.) - Bulakin I - Bungoy - Cabatang - Dagatan - Kinabuhayan | - Maligaya (Pob.) - Manggahan - Pinagdanlayan - Putol - San Mateo - Santa Lucia - Silanganan (Pob.) - Bulakin II |